# ناوگان یکم ایالات متحده آمریکا
ناوگان یکم ناوگان شماره گذاری شده نیروی دریایی ایالات متحده بود که از ۱ ژانویه ۱۹۴۷ تا ۱ فوریه ۱۹۷۳ در غرب اقیانوس آرام به عنوان بخشی از ناوگان اقیانوس آرام فعالیت می‌کرد. در سال ۱۹۷۳، منحل شد و وظایف آن توسط ناوگان سوم ایالات متحده بر عهده گرفته شد.
نایب دریاسالار آلفرد مونتگومری در گزارش ایستگاه هوایی در ژوئیه ۱۹۴۷، با بازدید بازرسی توسط گروهی از افسران ارشد، به عنوان فرمانده ناوگان یکم انتخاب شد. رزمناو قدیمی یواس‌اس سالت لک (سی‌ای-۲۵) (به انگلیسی: USS Salt Lake City (CA-25)) به عنوان یک هدف آزمایش بمب اتمی در طی مانورهای ناوگان یکم در عملیات تقاطع در می ۱۹۴۸ غرق شد. در ۲۵ مارس ۱۹۴۹ ناو جنگی یواس‌اس سالیسبوری سوند (به انگلیسی: USS Salisbury Sound) به عنوان ناو سرفرماندهی نایب دریاسالار جرالد بوگان (فرمانده اولین ناوگان وظیفه) به خدمت گرفته شد. یواس‌اس کرتیس (ای‌وی-۴) در اوایل سال ۱۹۴۹ به عنوان ناو سرفرماندهی برای Commander First Fleet برای سه هفته عملیات آبی-خاکی در آب‌های آلاسکا برای ارزیابی تجهیزات هوای سرد خدمت کرد. یو اس اس هلنا از ژانویه ۱۹۶۰ تا مارس ۱۹۶۳ به عنوان ناو سرفرماندهی برای فرمانده ناوگان یکم خدمت کرد. یواس‌اس پرووایدنس (سی‌ال-۸۲) (به انگلیسی: USS Providence) از سال ۱۹۶۹ تا آوریل ۱۹۷۲ به عنوان ناو سرفرماندهی در سن دیگو خدمت کرد، به جز تعمیرات اساسی محوطه در سال ۱۹۷۰ زمانی که یواس‌اس شیکاگو (سی‌ای-۱۳۶) (به انگلیسی: USS Chicago) این نقش را بر عهده گرفت.
در ۱۷ نوامبر ۲۰۲۰، وزیر نیروی دریایی کنت بریثویت، قصد ایجاد یک ناوگان شماره گذاری شده جدید برای اقیانوس هند به نام ناوگان یکم را اعلام کرد. SECNAV Braithwaite حدس زد که دفتر مرکزی ناوگان جدید می‌تواند در سنگاپور یا استرالیای غربی باشد.